# Nyevangelism
Nyevangelism är en beteckning för en gren av den protestantiska kristenheten, uppkommen i Norrland i början av 1800-talet. Benämningen har varit i bruk sedan 1850-talet.
De är oftast kongregationalistiska i sitt styrelsesätt och bär lågkyrkliga drag där det personliga ställningstagandet är viktigt.
Rörelsens främste representant var Carl Olof Rosenius, som i motsats till upplysningstidens moralism och pietismen och schartauanismens betonande av subjektiva betingelser för frälsningen lade nyevangelismen vikt vid det genom Kristus fullbordade försoningsverket. Här innebar nyevangelismen en återgång till Luthers grundsatser. Ibland drevs dock tankarna längre, så att inte enbart försoningen utan även rättfärdiggörelsen ansågs ha ägt rum med Kristi död. Mot denna evangelieförkunnelse kom Paul Petter Waldenströms nya försoningslära som en reaktion. Termen nyevangelism kom trots detta att användas även inom Svenska Missionskyrkan.